# Brassica rapa
Brassica rapa är en art i kålsläktet. Den har många former, inklusive åkerkål, majrova, kinakål och även oljeväxten rybs. Majrova och foderrova tillhör sortgruppen rova – Raptifera-gruppen.
Arten är nära besläktad med sareptasenap och raps som också tillhör kålsläktet.

## Historia
Rybs odlades på flera platser, från Medelhavsområdet till Indien, så tidigt som 2000 f.Kr. Rovor har troligen först börjat odlas i Nordeuropa och har varit en viktig matkälla i Romerska riket. De har sedan spridits till Kina, och har nått Japan på 700-talet.
Carl von Linné beskrev rovor och ryps som separata arter och namngav dem B. rapa och B. campestris. Taxonomisterna har upptäckt under 1900-talet att deras korsning är fertil, och således borde de sammanföras i samma art. Eftersom rova namngavs först fick arten namnet Brassica rapa.

## Beskrivning
Brassica rapa är en ett- till tvåårig växt med en pålrot och gula blommor. Den kan vara upp till 1,5 m hög.

## Odling
Svensk kulturväxtdatabas delar rovor i flera sortgrupper:
- Brassica rapa Autumnalis-Gruppen - höstrybs
- Brassica rapa Chinensis-Gruppen - sellerikål (pak choi)
- Brassica rapa Narinosa-Gruppen - tatsoikål
- Brassica rapa Nipposinica-Gruppen - mizunakål (japansk kål)
- Brassica rapa Oleifera-Gruppen - rybs
- Brassica rapa Parachinensis-Gruppen - blomsellerikål (choy sum)
- Brassica rapa Pekinensis-Gruppen - salladskål, bomdong
- Brassica rapa Perviridis-Gruppen - komatsuna (japansk spenat)
- Brassica rapa Praecox-Gruppen - vårrybs
- Brassica rapa Purpuraria-Gruppen - purpursellerikål
- Brassica rapa Rapifera-Gruppen (rova[1]) – majrova, foderrova
- Brassica rapa Ruvo-Gruppen - broccolirybs (rapini)
- Brassica rapa Trilocularis-Gruppen - indisk rybs

### Foderrovor
Foderrovor (Brassica rapa subsp. rapa) är snabbetablerade ettåriga kålväxter, vilka idag används för bete och ensilage, och numera mer sällsynt som livsmedel för människor. Som människomat har i modern tid majrovor varit vanligare.
Namn på olika sorters odlade foderrovor är bland andra skålrova, korova och svedjerova.

### Rybs
Rybs (Brassica rapa ssp. oleifera) används för utvinning av olja, vilken ofta förväxlas med rapsolja. Raps är nära besläktat art i kålsläktet.

### Åkerkål
Åkerkål (Brassica rapa ssp. campestris) förekommer i hela Sverige och anses vara ett ogräs på många platser.

## Sorter
| Sort           | Bild | Namn                                |
| -------------- | ---- | ----------------------------------- |
| Blomsellerikål |      | Brassica rapa Parachinensis-Gruppen |
| Bomdong        |      | Brassica rapa Pekinensis-Gruppen    |
| Broccolirybs   |      | Brassica rapa Ruvo-Gruppen          |
| Indisk rybs    |      | Brassica rapa Trilocularis-Gruppen  |
| Komatsuna      |      | Brassica rapa Perviridis-Gruppen    |
| Majrova        |      | Brassica rapa Rapifera-Gruppen      |
| Rybs           |      | Brassica rapa Oleifera-Gruppen      |
| Salladskål     |      | Brassica rapa Pekinesis-Gruppen     |
| Sellerikål     |      | Brassica rapa Chinensis-Gruppen     |
| Tatsoikål      |      | Brassica rapa Narinosa-Gruppen      |